# Erwin Nadolny
Erwin Nadolny (* 12. Januar 1909 in Danzig; † 15. Mai 1960 in Düsseldorf) war ein deutscher Historiker und Museumsleiter.

## Leben
Erwin Nadolny stammte aus Danzig. Er studierte Geschichte an der Technischen Hochschule der Stadt und promovierte 1938 bei Walther Recke und Erich Keyser zum Dr. phil. In diesem oder dem folgenden Jahr heiratete er Elly Schaumann.
1939 wurde Erwin Nadolny Direktor des Grenzlandmuseums in Tilsit, das er nach dem Ostpreußischen Landesmuseum in Königsberg zum zweitgrößten Heimatmuseum in Ostpreußen machte.
1944/45 emigrierte die Familie nach Westdeutschland. Er war im Landesmuseum Hannover tätig, wo er die Ausstellung „Deutsche Heimat“ im Osten organisierte. 1959 war Nadolny als Kustos der Städtischen Museen Düsseldorf und parallel dazu vom 1. Februar bis zum 30. September 1959 in Kevelaer tätig.
1952 wird er als Mitglied der Historischen Kommission für ost- und westpreußische Landesforschung erwähnt.
1959 war er Mitglied im wissenschaftlichen Beirat der Deutschen Pestalozzi-Gesellschaft und Mitarbeiter der Bundesarbeitsgemeinschaft für Ostkunde im Unterricht.
Im Mai 1960 starb er im Alter von 51 Jahren.

## Publikationen (Auswahl)
Erwin Nadolny veröffentlichte zahlreiche Schriften und einige Karten zur Geschichte Ostpreußens und anderer ehemaliger deutscher Ostgebiete.
- Danzig und der polnische Thron 1733/34, Dissertation, 1938, auch in Zeitschrift des Westpreußischen Geschichtsvereins, Heft 75, 1939, S. 141–189

- ... bis an die Memel. Beiträge ostpreußischer Wissenschaftler anlässlich der Jahrhundertfeiern von Memel (1252) – Zinten (1352) – Tilsit (1552), Leer in Ostfriesland, Rautenberg & Möckel, 1952
- Norddeutsche Backsteingotik, 1953
- Die Siedlungsleistung der Zisterzienser im Osten, Holzner-Verlag, Würzburg, 1955[11]
- Die deutschen Ostgebiete, hrsg. v. Bundeszentrale für Heimatdienst, Wiesbaden, bei Universum-Verlags-Anstalt 1956
  - I. Teil. Geschichte und kulturelle Leistung
  - II. Teil. Die wirtschaftliche Bedeutung
- Der deutsche Osten und Europa. Ein Bildkartenwerk. Lippa, Berlin
  - Bildkarte Nr. 1. Die Hanse bindet durch ihre Handels- und Kulturbeziehungen den Osten an Europas Westen, 13. – 16. Jahrhundert, bearb. von Klaus Zimmer , [1956]
  - Nr. 9 Niedersachsen und der deutsche Osten, 1958
  - Nr. 10  Nordrhein-Westfalen und der Osten, 1960
  - Nr. 11 Berlin – Deutschlands Hauptstadt, Vorposten der freien Welt, 1960
  - Nr. 12 Schlesien, Brücke vom Westen zum Osten, 1961
  - Niedersachsen und der Osten. Beiheft der Bildkarte zur Wiedervereinigung Deutschlands, hrsg. v. Niedersächsische Landeszentrale für Heimatdienst, ohne Jahr